# Eparcha

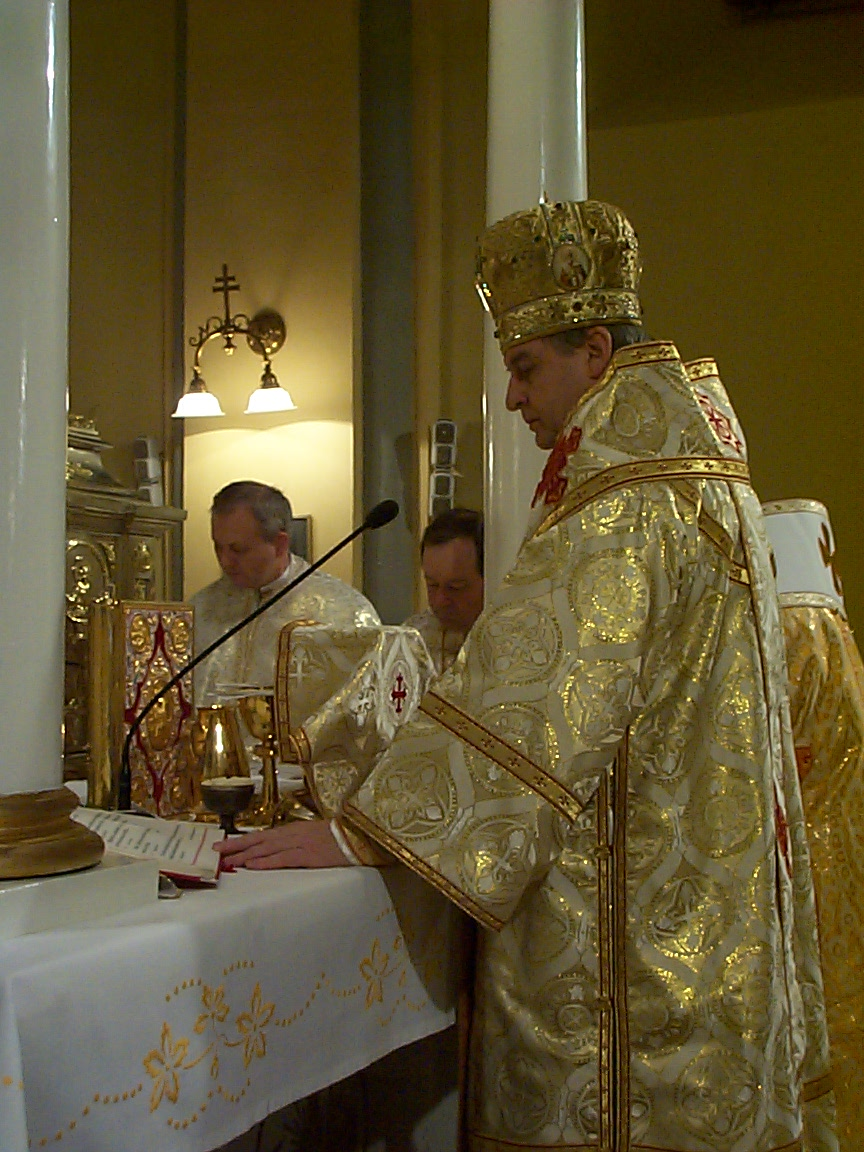
Ján Babjak ještě jako eparcha prešovský (dnes emeritní archieparcha)

Eparcha je označení pro sídelního biskupa eparchie (diecéze řeckokatolické, pravoslavné či jiné východní církve). Stejně jako u římskokatolické církve existují arcidiecéze a arcibiskupové, tak i zde existují archieparchie a archieparchové. 
Za existence Byzantské říše užíval stejný titul eparchos nejvyšší správce Konstantinopole. V oficiální hierarchii hodností v celé říši patřil na nejčestnější místo hned po císaři, zároveň byl v Konstantinopoli považován za nejvyššího soudce. Dále zodpovídal za pořádek, takže pod něho spadaly policejní sbory a vězeňská služba. K povinnostem se řadila péče o zásobování města, kontrola nad řemeslnou výrobou a také kontrola obchodní činnosti. O tom přináší svědectví tzv. Eparchova kniha.